# 群青の弦
「群青の弦」（ぐんじょうのいと）は、2022年2月1日に3タイプ、6月14日に3タイプが発売された氷川きよしの39枚目のシングル。

## 解説
C/W曲が異なるA〜Fの6タイプがリリース。
2009年8月に発売された「ときめきのルンバ」以来、12年5ヶ月ぶり・通算4作目のオリコン週間シングルチャート1位を獲得した。
表題曲「群青の弦」は、編曲を手がけた丸山雅仁の遺作となった。
DタイプのC/W曲「歌は我が命」は、『2021年紅白歌合戦』で歌唱した美空ひばりの楽曲のカバー。

## 収録曲

### Aタイプ
出典→
1. 群青の弦 [05:35]
作詞：原文彦
作曲：岡千秋
編曲：丸山雅仁
2. 鼓 [04:32]
作詞：かず翼
作曲：岡千秋
編曲：石倉重信
3. きみとぼく [04:20]
作詞：kii
作曲：木根尚登
編曲：鈴木豪
4. 群青の弦（オリジナル・カラオケ） [05:34]
5. 鼓（オリジナル・カラオケ） [04:33]
6. 群青の弦（半音下げオリジナル・カラオケ） [05:34]
7. 鼓（半音下げオリジナル・カラオケ） [04:32]
8. 群青の弦（2コーラス オリジナル・カラオケ） [03:55]
9. 群青の弦（半音下げ2コーラス オリジナル・カラオケ） [03:52]

### Bタイプ
出典→
1. 群青の弦 [05:35]
2. 浮世 恋の騙し絵 [06:10]
作詞：朝倉翔
作曲：四方章人
編曲：伊戸のりお
3. きみとぼく [04:20]
4. 群青の弦（オリジナル・カラオケ） [05:35]
5. 浮世 恋の騙し絵（オリジナル・カラオケ） [06:10]
6. 群青の弦（半音下げオリジナル・カラオケ） [05:34]
7. 浮世 恋の騙し絵（半音下げオリジナル・カラオケ） [06:10]
8. 群青の弦（2コーラス オリジナル・カラオケ） [03:55]
9. 群青の弦（半音下げ2コーラス オリジナル・カラオケ） [03:52]

### Cタイプ
出典→
1. 群青の弦 [05:35]
2. 明日が俺らを呼んでいる [04:32]
作詞：原文彦
作曲：宮下健治
編曲：石倉重信
3. きみとぼく [04:20]
4. 群青の弦（オリジナル・カラオケ） [05:35]
5. 明日が俺らを呼んでいる（オリジナル・カラオケ） [04:32]
6. 群青の弦（半音下げオリジナル・カラオケ） [05:34]
7. 明日が俺らを呼んでいる（半音下げオリジナル・カラオケ） [04:33]
8. 群青の弦（2コーラス オリジナル・カラオケ） [03:55]
9. 群青の弦（半音下げ2コーラス オリジナル・カラオケ） [03:52]

### Dタイプ
出典→
1. 群青の弦 [05:34]
2. 歌は我が命 [03:42]
作詞：吉田旺
作曲：井上かつお
編曲：丸山雅仁
3. 群青の弦（オリジナル・カラオケ） [05:34]
4. 歌は我が命（オリジナル・カラオケ） [03:42]
5. 群青の弦（半音下げオリジナル・カラオケ） [05:33]
6. 歌は我が命（半音下げオリジナル・カラオケ） [03:42]
7. 歌は我が命（半音下げオリジナル・カラオケ ガイドメロディ入り） [03:43]
8. 群青の弦（2コーラス オリジナル・カラオケ） [03:54]
9. 群青の弦（半音下げ2コーラス オリジナル・カラオケ） [03:52]

### Eタイプ
出典→
1. 群青の弦 [05:33]
2. 恋と薔薇の日々 [05:11]
作詞：かず翼
作曲・編曲：佐藤準
3. 群青の弦（オリジナル・カラオケ） [05:33]
4. 恋と薔薇の日々（オリジナル・カラオケ） [05:11]
5. 群青の弦（半音下げオリジナル・カラオケ） [05:34]
6. 恋と薔薇の日々（半音下げオリジナル・カラオケ） [05:11]
7. 群青の弦（2コーラス オリジナル・カラオケ） [03:54]
8. 恋と薔薇の日々（2コーラス オリジナル・カラオケ） [04:21]
9. 群青の弦（半音下げ2コーラス オリジナル・カラオケ） [03:52]

### Fタイプ
出典→
1. 群青の弦 [05:34]
2. カモメの純情 [03:02]
作詞：保岡直樹
作曲：桧原さとし
編曲：伊戸のりお
3. 群青の弦（オリジナル・カラオケ） [05:33]
4. カモメの純情（オリジナル・カラオケ） [03:02]
5. 群青の弦（半音下げオリジナル・カラオケ） [05:34]
6. カモメの純情（半音下げオリジナル・カラオケ） [03:02]
7. 群青の弦（2コーラス オリジナル・カラオケ） [03:54]
8. カモメの純情（2コーラス オリジナル・カラオケ） [02:09]
9. 群青の弦（半音下げ2コーラス オリジナル・カラオケ） [03:52]